# Ota Jakl
Otakar Jakl (1908 Sarajevo – 1981 Praha) byl český krajinářský malíř.

## Životopis
Narodil se v Sarajevu. Studoval malbu na Akademii výtvarných umění v Praze. Jeho studium přerušilo zavření vysokých škol na začátku 2. světové války. Po válce již ve studiu nepokračoval, ale malbě se věnovat nepřestal. Po nástupu komunistického režimu byl vězněn. Po propuštění z vězení měl problém najít si práci. Pracoval jako skladník, později pracoval v pojišťovně. Byl ženatý, s chotí Jarmilou žil v Praze a měli spolu syna Vítka a dceru Miladu.
V roce 1968 koupil v Rožmitále pod Třemšínem dům „Plotejz” na hrázi Podzámeckého rybníka (od roku 1990 veden jako kulturní památka). Vybydlený dům opravil a poté užíval jako víkendovou chalupu. Protože mu bylo znemožněno vystavovat v Praze, vystavoval v Rožmitále a okolí např. v Březnici či v Bělčicích, kde měl příbuzné. Maloval především krajiny a zátiší. Chodil malovat do plenéru v okolí Rožmitálu. Rád maloval také lodě a pobřeží, čímž si připomínal své rodiště.

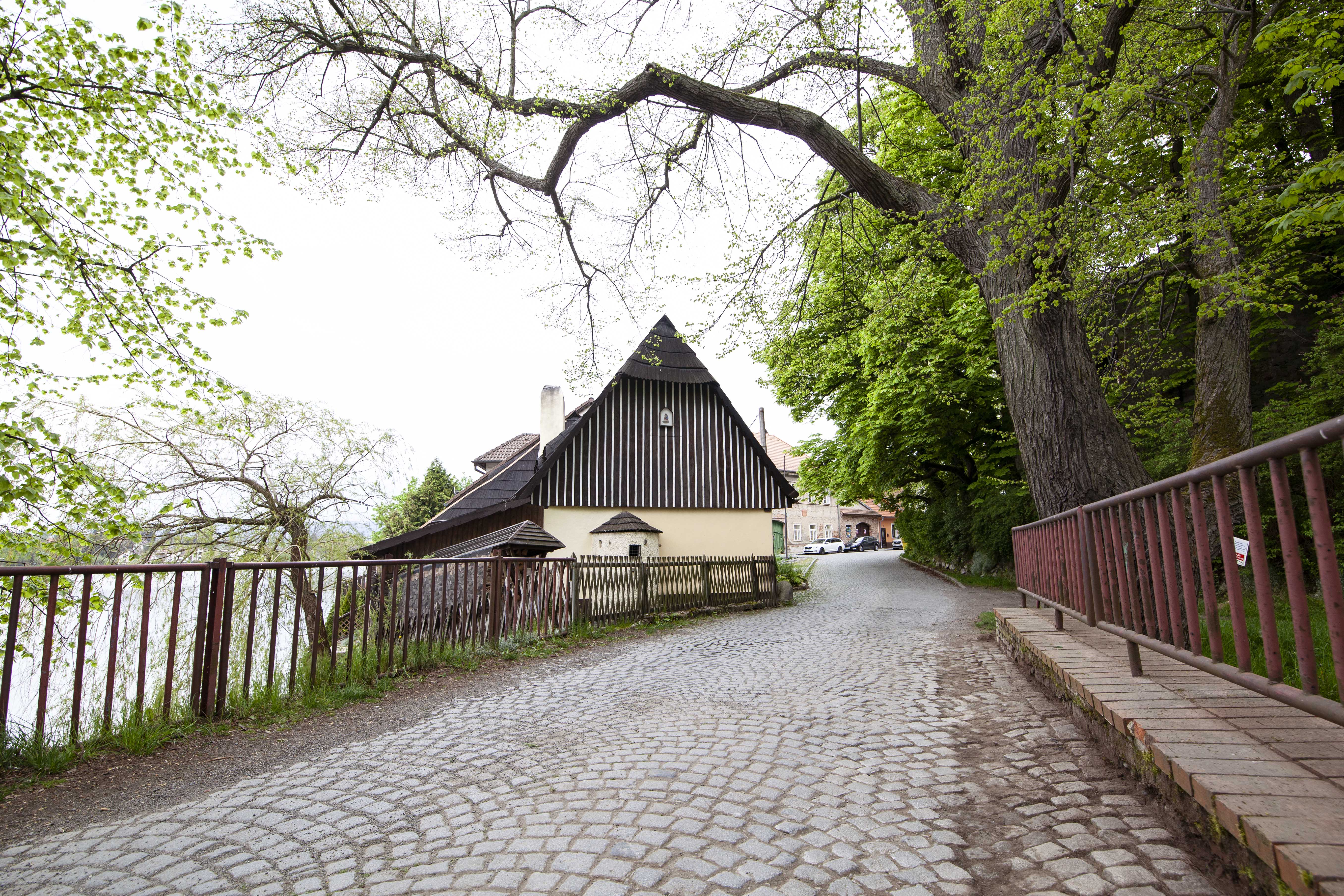
Plotejz, Rožmitál pod Třemšínem

Zemřel v Praze-Krči v roce 1981. Jeho vnukem je lékař Michal Vrablík.